# Sarcoglottis rosulata
Sarcoglottis rosulata är en orkidéart som först beskrevs av John Lindley, och fick sitt nu gällande namn av Patrick Neill Don. Sarcoglottis rosulata ingår i släktet Sarcoglottis och familjen orkidéer. Inga underarter finns listade i Catalogue of Life.